# 岐阜県道194号茶屋新田堀津線
岐阜県道194号茶屋新田堀津線（ぎふけんどう194ごう ちゃやしんでんほっつせん）とは、岐阜県岐阜市と岐阜県羽島市を結ぶ一般県道である。

## 概要
岐阜県岐阜市茶屋新田の岐阜県道153号羽島茶屋新田線交点が起点で、南に向かう。大江川、境川を越え、羽島市に入る。羽島大橋（岐阜県道18号大垣一宮線）、長良川橋（名神高速道路）をアンダーパスし、羽島市堀津町の大藪大橋の東詰（岐阜県道30号羽島養老線交点）が終点。

### 路線データ
- 起点：岐阜県岐阜市茶屋新田（岐阜県道153号羽島茶屋新田線交点）
- 終点：岐阜県羽島市堀津町（岐阜県道30号羽島養老線交点）
- 延長：8.559km

## 地理
全線にわたり、長良川左岸堤防上を進む。

### 通過する自治体
- 岐阜県
岐阜市 - 羽島市

### 交差する道路
- 岐阜県道153号羽島茶屋新田線（岐阜市茶屋新田）
- 岐阜県道・愛知県道18号大垣一宮線（羽島市福寿町平方）
- 岐阜県道30号羽島養老線（羽島市堀津町）

### 沿線
- 長良大橋